# توم بيكر (لاعب كرة قاعدة أمريكي)
توم بيكر (بالإنجليزية: Tom Baker)‏ هو لاعب كرة قاعدة أمريكي، ولد في 6 مايو 1934 في بورت تاونسند في الولايات المتحدة، وتوفي في 9 مارس 1980.

## وصلات خارجية
- توم بيكر (لاعب كرة قاعدة أمريكي) على موقعبيزبول رفرنس.كوم (الدوري الرئيسي) (الإنجليزية)
- توم بيكر (لاعب كرة قاعدة أمريكي) على موقعبيزبول رفرنس.كوم (الدوري الثانوي) (الإنجليزية)
- توم بيكر (لاعب كرة قاعدة أمريكي) على موقع مشجعي الرسوم البيانية (الإنجليزية)